# 夕陽よ急げ
『夕陽よ急げ』（ゆうひよいそげ、Hurry Sundown）は、1967年に公開されたオットー・プレミンジャー監督・製作、ジェーン・フォンダ、マイケル・ケイン主演のアメリカ合衆国のドラマ映画。K・B・ギルデンによる1965年の同名小説を脚本をホートン・フートとトーマス・C・ライアンが脚色した。またフェイ・ダナウェイの映画デビュー作として知られている。

## あらすじ

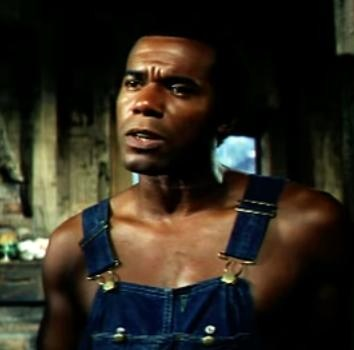
ロバート・フックス

第2次大戦終結直後、戦後景気に沸くジョージア州では大地主のジュリー・アン・ウォーレンを中心に工場建設計画が進められていたが、白人のラッド・マクドウェルと黒人のローズ・スコットの2人がなかなか土地を手放さないため、計画はなかなか進まなかった。
特にローズは幼少期のジュリーの世話をしていたため親密な関係にあったが、この土地は唯一の財産であり、たとえジュリーの頼みであろうと首を縦に振らなった。
そこで、ジュリーの夫ヘンリーはローズの息子リーブをこの地から追放しようと相談した。
一方、リーブはラッドとともに、土地に水を引くためにダイナマイトを用いた。ちょうど同じころヘンリーの息子が発作を起こして負傷したが、ヘンリーはリーブのダイナマイトが原因だとして逮捕させる。また、裁判は黒人嫌いのパーセル判事の元で行われたが、リーブは有罪にならなかった。これを知ったジョリーは離婚する。自棄になったヘンリーはラッドとリーブの土地を水没させるためにダムを破壊する。

## キャスト
| 役名        | 俳優                     | 日本語吹替 |
| 役名        | 俳優                     | 東京12ch版 |
| ----------- | ------------------------ | --- |
| ヘンリー    | マイケル・ケイン         | 羽佐間道夫 |
| ジュリー    | ジェーン・フォンダ       | 平井道子 |
| ラッド      | ジョン・フィリップ・ロー | 青野武 |
| ルウ        | フェイ・ダナウェイ       | 北浜晴子 |
| リーヴ      | ロバート・フックス       | 田中信夫 |
| 不明 その他 |                          | 堀越節子 駒村クリ子 勝田久 藤本譲 村松康雄 矢田耕司 上田敏也 納谷六朗 宮下勝 塩屋翼 油谷佐和子 中島喜美栄 塚田恵美子 青木明子 鈴木れい子 |
|             |                          | |
| 演出        | 演出                     | 蕨南勝之 |
| 翻訳        | 翻訳                     | 島伸三 |
| 効果        | 効果                     | 芦田公雄 |
| 調整        | 調整                     | 前田仁信 |
| 制作        | 制作                     | 東北新社 |
| 解説        | 解説                     | 南俊子 |
| 初回放送    | 初回放送                 | 1973年9月13日 『木曜洋画劇場』 |